# جان كلاين
جان كلاين (بالإنجليزية: Jan Klein)‏ هو عالم مناعة أمريكي، ولد في 1936 في Štemplovec ‏ في التشيك.